# Conrad Pope
Conrad Pope es un orquestador y compositor de cine que ha trabajado y colaborado con reconocidos compositores como John Williams, Danny Elfman, James Newton Howard y Alexandre Desplat, entre otros.

## Vida y carrera
Pope recibió formación académica en la Universidad de Princeton en Estados Unidos, al graduarse de dicha institución se fue a estudiar a la Universidad de Música y Danza de Colonia en Alemania. Formado en el mundo de la música contemporánea, Pope llevó a cabo una serie de conciertos en el Museo de Bellas Artes de Boston. Su pieza "Sonata para violonchelo solo" ha atraído la atención internacional.[cita requerida] En la primavera de 2006, la Orquesta Sinfónica de Spokane y Eckart Preu sacó un material de Pope con el título Pope prose, recibida con gran ovación y aplauso de la crítica.

## Filmografía
- Harry Potter y las Reliquias de la Muerte: parte 2 - Orquestador supervisor (2011)
- Harry Potter y las Reliquias de la Muerte: parte 1 - Orquestador supervisor (2010)
- In My Sleep - Compositor (2010)
- Salt - Orquestador (2010)
- El hombre lobo - Música adicional (2010)
- Bad Lieutenant: Port of Call New Orleans - Orquestador supervisor (2009)
- Crossing Over - Orquestador supervisor (2009)
- A Christmas Carol - Orquestador (2009)
- Ice Age: Dawn of the Dinosaurs - Orquestador (2009)
- Julie y Julia - Orquestador (2009)
- Dr. Seuss' Horton Hears a Who! - Orquestador (2008)
- Indiana Jones y el reino de la calavera de cristal - Orquestador (2008)
- Pride and Glory - Orquestador (2008)
- El curioso caso de Benjamin Button - Orquestador (2008)
- The Express - Orquestador (2008)
- The Secret Life of Bees - Orquestador supervisor (2008)
- The Tale of Despereaux - Orquestador (2008)
- Freedom Writers - Orquestador (2007)
- Gracie - Orquestador (2007)
- In the Valley of Elah - Orquestador (2007)
- Leones por corderos - Orquestador (2007)
- Next - Orquestador (2007)
- Sin reservas - Orquestador (2007)
- La brújula dorada - Orquestador (2007)
- Bobby - Orquestador (2006)
- Firewall - Orquestador (2006)
- Invincible - Orqestador (2006)
- Night at the Museum - Orquestador de puntuaciones (2006)
- X-Men: The Last Stand - Orquestador (2006)
- Flightplan - Orquestador (2005)
- King Kong - Orquestador (2005)
- Memorias de una geisha - Orquestador (2005)
- Múnich - Orquestador (2005)
- La leyenda del Zorro - Orquestador (2005)
- Harry Potter y el prisionero de Azkaban - Orquestador (2004)
- Troya - Música original (2004)
- El Expreso Polar - Orquestador (2004)
- Hollywood Homicide - Música original (2004)
- Peter Pan - Música original (2003)
- The Matrix Revolutions - Música original (2003)
- Harry Potter y la cámara secreta - Orquestador (2002)
- Star Trek: némesis - Orquestador (2002)
- Star Wars: Episodio II: El Ataque de los Clones - Orquestador (2002)
- The Rising Place - Compositor (2002)
- Harry Potter y la piedra filosofal - Orquestador (2001)
- Pavilion of Women - Compositor y orquestador (2001)
- The Amati Girls - Música original (2001)
- El Mexicano - Música original (2001)
- Battlefield Earth - Director de orquesta (2000)
- Lloyd - Música original (2000)
- What Women Want - Orquestador (2000)
- Sleepy Hollow - Orquestador (1999)
- Star Wars: Episodio I - La amenaza fantasma - Orquestador (1999)
- Stuart Little - Música original (1999)
- The Matrix - Música original (1999)
- Amistad - Orquestador (1997)
- Butch Camp - Música (1997)
- Home Alone 3 - Música original (1997)
- Volcán - Música original (1997)
- Una sonrisa como la tuya - Música original (1997)
- El mundo perdido: Parque Jurásico II - Orquestador (1997)
- Eraser - Música original (1996)
- My Fellow Americans - Música original (1996)
- Memoria letal - Música original (1996)
- Metalbest - Compositor (1995)
- ¡Vaya Santa Claus! - Orquestador (1995)
- El bosque de colores - Orquestador (1993)
- Parque Jurásico - Orquestador (1993)
- Temptation - Música (1993)
- Patriot Games - Orquestador (1992)